# Tomasz Lisowicz
Tomasz Lisowicz, né le 23 février 1977 à Kalisz et mort le 8 août 2024, est un coureur cycliste polonais. Professionnel depuis 2000, il est champion de Pologne du contre-la-montre en 2003.

## Palmarès sur route

### Par année
- 2000
  - 3e du Szlakiem Grodów Piastowskich
- 2002
  - Coupe des Carpates
- 2003
  -  Champion de Pologne du contre-la-montre
- 2004
  - 3e du Małopolski Wyścig Górski
  - 3e du Mémorial Henryk Łasak
- 2006
  - Szlakiem Walk Majora Hubala
  - 3e de la Neuseen Classics – Rund um die Braunkohle
- 2007
  - Mémorial Andrzej Trochanowski
- 2009
  - 3e du Puchar Ministra Obrony Narodowej

### Classements mondiaux
| Année           | 2005 | 2006 | 2007 | 2008 | 2009 | 2010 | 2011 | 2012  |
| --------------- | ---- | ---- | ---- | ---- | ---- | ---- | ---- | ----- |
| UCI Europe Tour | 929e | 153e | 102e | 455e | 637e | 673e |      | 1027e |

## Palmarès sur piste

### Championnats nationaux
- 1996
  -  Champion de Pologne de poursuite par équipes (avec Piotr Zaradny, Sebastian Gołąb et Marek Tylski)
  - 2e du championnat de Pologne de l'américaine
  - 3e du championnat de Pologne de course aux points
- 1997
  - 3e du championnat de Pologne de poursuite par équipes
- 1998
  - 2e du championnat de Pologne de poursuite par équipes
  - 3e du championnat de Pologne de l'américaine